# Liste der Präsidenten von Kiribati
Dies ist die Liste der Präsidenten von Kiribati.
| Name                                          | Bildnis | Lebensdaten | Amtszeit                             |
| --------------------------------------------- | ------- | ----------- | ------------------------------------ |
| Ieremia Tabai                                 |         | 1950 –      | 12. Juli 1979 – 10. Dezember 1982    |
| Rota Onorio (Vorsitzender des Staatsrats)     |         | 1919 – 2004 | 10. Dezember 1982 – 18. Februar 1983 |
| Ieremia Tabai                                 |         | 1950 –      | 18. Februar 1983 – 4. Juli 1991      |
| Teatao Teannaki                               |         | 1936 – 2016 | 4. Juli 1991 – 24. Mai 1994          |
| Tekiree Tamuera (Vorsitzender des Staatsrats) |         | 1940 –      | 24. Mai 1994 – 28. Mai 1994          |
| Ata Teaotai (Vorsitzender des Staatsrats)     |         |             | 28. Mai 1994 – 1. Oktober 1994       |
| Teburoro Tito                                 |         | 1953 –      | 1. Oktober 1994 – 28. März 2003      |
| Tion Otang (Vorsitzender des Staatsrats)      |         |             | 28. März 2003 – 10. Juli 2003        |
| Anote Tong                                    |         | 1952 –      | 10. Juli 2003 – 11. März 2016        |
| Taneti Maamau                                 |         | 1960 –      | 11. März 2016 –                      |